# مؤلف (پدیدآور)
مؤلف یا پدیدآور کسی است که اثری نوشتاری را به وجود آورده باشد. واژهٔ پدیدآور به نویسندهٔ یک اثر، گفته می‌شود؛ به‌طوری که آن نویسنده از مترجم، ویراستار و همانند آن متمایز باشد.
پدیدآورنده یا مولف عنوانی است برای فردی که مسئولیت تدوین و نگارش کتاب یا انواع دیگری از انتشارات، به جز نشریات ادواری را دارد.